# 울산중학교
울산중학교(蔚山中學校)은 대한민국 울산광역시 중구 복산동에 있는 공립 중학교이다.

## 학교 연혁
- 1962년 3월 17일 : 태화중학교 설립 인가(3학급)
- 1962년 3월 31일 : 개교
- 1967년 9월 1일 : 태화중학교를 울산중학교로 교명 변경
- 2018년 3월 1일 : 공립 울산중학교로 전환
- 2025년 2월 7일 : 제61회 졸업식(졸업생 175명, 총 졸업생 21,517명)
- 2025년 3월 1일 : 제4대 교장 박승수 취임
- 2025년 3월 4일 : 제64회 입학식(8학급 206명)

## 참고 자료
- 울산중학교 - 한국교육학술정보원 학교알리미